# Jørgen Møller
Jørgen Møller (parfois Jorgen Moeller ou Jörgen Möller) est un maître d’échecs danois né le 4 novembre 1873 et mort le 20 novembre 1944.
Il a gagné deux fois le Nordiska Schackkongressen (championnat d’échecs nordique) en 1899 et 1901.
Son nom est attaché à l’attaque de Møller dans la partie italienne (1.e4 e5 2.Cf3 Cc6 3.Fc4 Fc5 4.c3 Cf6 5.d4 exd4 6.cxd4 Fb4+ 7.Cc3 Cxe4 8.O–O Fxc3 9.d5) et la variante Møller dans la partie espagnole (1.e4 e5 2.Cf3 Cc6 3.Fb5 a6 4.Fa4 Cf6 5.O–O Fc5).